# Carpe Jugulum
Carpe jugulum, dosł. „Chwytaj gardło”; parodia sentencji Horacego „Carpe diem” („Chwytaj dzień”) – humorystyczna powieść fantasy autorstwa Terry’ego Pratchetta, dwudziesta trzecia część cyklu Świat Dysku, wydana w 1998 r. (polskie wydanie Prószyński i S-ka, maj 2006, ISBN 83-7469-330-4), ale pierwsza, w której wampiry grają główną rolę.
W książce znane z wcześniejszych powieści wiedźmy: Agnes Nitt/Perdita X. Dream, Babcia Weatherwax, Niania Ogg i Magrat Garlick muszą odeprzeć atak doskonale manipulujących umysłami ludzi wampirów, które przybyły z odległego Überwaldu. Z pomocą przychodzi im całkiem wielebny Wielce Oats, który jako jeden z niewielu nie dopuszcza do swojego umysłu wampirów, a także zastępy małych niebieskich Ciutludzi oraz zbuntowany przeciw swoim nowym panom wampirom służący Igor.

## Obiór
Książkę zrecenzował Jerzy Rzymowski w Nowej Fantastyce (8/2006).